# القلعة (الشغادرة)

تعديل مصدري - تعديل

القلعة هي إحدى قرى عزلة الحواصلة بمديرية الشغادرة التابعة لمحافظة حجة، بلغ تعداد سكانها 47 نسمة حسب تعداد اليمن لعام 2004.